# Julian Schmidt
Heinrich Julian Schmidt (Marienwerden, 1818. március 7. – Berlin, 1886. március 27.) német irodalomtörténész.

## Élete
Königsbergben történelmet és filológiát tanult, azután Berlinben tanárkodott, 1847-ben pedig a lipcsei Graenzbote munkatársa lett, amelynek később Gustav Freytaggal együtt szerkesztését is átvette. 1861-től 1863-ig a Berliner Allgemeine Zeitungot szerkesztette. Schmidt első nevezetes munkája volt: Geschichte der Romantik im Zeitalter der Reformation und Revolution (2 kötet, Lipcse, 1848).
Számos, a hírlapokban megjelent kritikai cikke szolgált alapul Geschichte der deutschen nationallitteratur im XIX. Jahrhundert című művének (2 kötet, Lipcse, 1853; 4. kiad. Geschichte der deutschen Litteratur seit Lessings Tod, 3 kötet, uo. 1858; 5. kiad. teljesen átdolgozva (uo. 1865-67, 3 kötet). Egy újabb kiadás, amelyben Schmidtnek Geschichte des Geistigen Lebens in Deutschland von Leibniz bis auf Lessing Tod (előbb 2 kötet, Lipcse 1860-64) című műve is benfoglaltatik, Geschichte der deutschen Litteratur von Leibniz bis auf unsere Zeit (5 kötet, Berlin, 1886 s köv.) cím alatt jelent meg. Nevezetes Schmidtnek Geschichte der französischen Litteratur seit der Revolution 1789 (Lipcse, 1858, 2. kiad., 1873-74) című műve. Szellemes és érdekes irodalomtörténeti tanulmányok: Bilder aus dem geistigen Leben unserer Zeit (4 kötet, Lipcse, 1870-75) és Porträts aus dem XIX. Jahrhundert (Berlin, 1878) című gyűjteményei.